# Brendan Macken
Brendan Hubert Macken, né le 21 janvier 1923 à Montréal et mort le 12 mars 2020 à Aurora, est un joueur de tennis canadien.

## Carrière
Brendan Macken a commencé le tennis au Westmount Public Courts avec son frère Jim et sa sœur Patricia. Il a joué quelques années pour le Collège de William et Mary à Williamsburg. Dans le civil, il a travaillé pour la société Seagram puis a géré sa propre société Brenmac Chemicals Inc..
Il a remporté le championnat du Canada en 1950, en battant les français Robert Haillet, Jean Ducos de La Haille et Robert Abdesselam, puis dominant son compatriote Henri Rochon en finale. Il compte également deux succès en double. En outre, il s'est imposé au championnat du Québec en 1948, 1950 et 1952, ainsi qu'au championnat de l'Ontario en 1950 et 1952. Il a été le meilleur joueur de tennis canadien de la fin des années 1940 au début des années 1950.
Lors de la Coupe Davis 1949, il réussit l'exploit de battre l'Australien Bill Sidwell en cinq sets (3-6, 7-5, 6-3, 5-7, 8-6). En dix sélections dans la compétition, il s'est également distingué par une victoire sur le Mexicain Mario Llamas en 1952 contribuant au succès du Canada en finale de la zone Américaine.

## Palmarès

### Titre en simple messieurs
| No | Date | Nom et lieu du tournoi      | Catégorie | Surface | Finaliste    | Score         |  |
| -- | ---- | --------------------------- | --------- | ------- | ------------ | ------------- |  |
| 1  | 1950 | Tournoi de tennis du Canada |           | NC      | Henri Rochon | 6-0, 6-0, 6-3 |  |